# Larisa Neiland
Larisa Ivanovna Savtjenko-Neiland (født Larisa Savtjenko (ukrainsk: Лариса Савченко) den 21. juli 1966 i Lviv, Ukrainske SSR, Sovjetunionen) er en kvindelig tidligere tennisspiller fra Letland, som i sin professionelle karriere også repræsenterede Sovjetunionen og Ukraine. Hun var en af verdens bedste kvindelige doublespillere i slutningen af 1980'erne og begyndelsen af 1990'erne og vandt i løbet af sin karriere seks grand slam-titler – to i damedouble og fire i mixed double.
Larisa Neiland vandt 65 WTA-turneringer i double i sin karriere, heraf ti Tier I-titler. Hun opnåede endvidere to turneringssejre i single på WTA Tour, og hendes bedste grand slam-resultat i single var kvartfinalepladser ved US Open i 1988 og Wimbledon-mesterskabet i 1994.
Neiland var nr. 1 på WTA's verdensrangliste i damedouble i fire uger, fordelt på tre perioder i 1992. I single opnåede hun sin bedste placering på ranglisten som nr. 13 den 23. maj 1988.
Larisa Savtjenko blev i 1989 gift med Aleksandr Neiland og stillede derefter op under navnet Larisa Savtjenko-Neiland (engelsk translitteration: Laris Savchenko-Neiland).